# هی برادر
هی برادر یک ترانه در سبک موسیقی رقص توسط دی جی سوئدی و تهیه‌کننده آویچی از اولین آلبوم استودیویی او، محصول سال واقعی (۲۰۱۳) است. خواننده آمریکایی بلوگرس دانیل جان تیمنسکی آواز این آهنگ را خوانده است. این اثر توسط آویچی، آرش پورنوری، سالم الفاکر، وینسنت پونتار و ورونیکا ماجیو نوشته شده است.
این ترانه به عنوان سومین تک‌آهنگ آلبوم در ۹ اکتبر ۲۰۱۳ به رادیوهای استرالیا ارسال و منتشر شد، در ۲۸ اکتبر در آلمان، سوئیس و اتریش منتشر شد. در مارس ۲۰۱۴، نسخه‌ای از این ترک که توسط خود آویچی بازسازی شده بود، در آلبوم بازسازی‌شده‌اش، واقعی (اویچی توسط اویچی) منتشر شد. این نسخه جدید شامل صدای جدیدی از خواننده سالم الفقیر بود.

## ویدئو متن موسیقی
در ۱ نوامبر ۲۰۱۳، ویدئوی متن آهنگ «هی برادر» توسط کانال رسمی اویچی در یوتیوب منتشر شد. این ویدئو شامل مجموعه‌ای از کلیپ‌های آرشیوی با حرکت آهسته است که لحظات روزمره‌ای همچون پخت پاپ‌کورن، خوردن میان‌وعده توسط یک زن، و بازی بسکتبال افراد را به تصویر می‌کشد و با نمایش متنی پویا از اشعار آهنگ همراه است.

## تاریخ انتشار
| کشور         | تاریخ          | فرمت                 | ناشر موسیقی  |
| ------------ | -------------- | -------------------- | ------------ |
| استرالیا     | ۹ اکتبر ۲۰۱۳   | پاپ رادیو            | آیلند رکوردز |
| اتریش        | ۲۸ اکتبر ۲۰۱۳  | سی‌دی تک‌آهنگ          |              |
| آلمان        | ۲۸ اکتبر ۲۰۱۳  | سی‌دی تک‌آهنگ          |              |
| سوئیس        | ۲۸ اکتبر ۲۰۱۳  | سی‌دی تک‌آهنگ          |              |
| ایالات متحده | ۱۸ نوامبر ۲۰۱۳ | رادیو Triple A       | جزیره جهانی  |
| ایالات متحده | ۱۹ نوامبر ۲۰۱۳ | رادیو پرطرفدار معاصر | جزیره جهانی  |
| ایتالیا      | ۲۹ نوامبر ۲۰۱۳ | رادیو پرطرفدار معاصر | جهانی        |
| ایالات متحده | ۱۰ دسامبر ۲۰۱۳ | رادیو جایگزین        | جزیره جهانی  |